# 智光
智光（ちこう、和銅2年（709年）? － 宝亀11年（780年）?）は、奈良時代の三論宗の僧。俗性は鋤田連（すきたのむらじ）。河内国安宿郡の出身。
頼光とともに元興寺の智蔵に師事して三論を学び、聖教を周覧して「般若心経述義」「浄名玄論略述」など多くの書物を著した。「日本霊異記」によると、行基が大僧正に任じられたのを妬んで行基を誹謗したため、病を得て没して地獄に落ちたが、懺悔して蘇り行基に帰依したという。また、学友の頼光が没した後、頼光が智光の夢に現れ阿弥陀浄土に往生を遂げているのを見て、画工に描かせたのが、現在奈良元興寺極楽坊の残る「智光曼荼羅」と呼ばれる浄土変相図である。以後智光は浄土信仰に徹している。